# Nikolai Afanasiev
Nikolai Afanasiev (n. 4 septembrie 1893, Odessa, Imperiul Rus – d. 4 decembrie 1966, Paris, Franța) a fost un preot ortodox rus în exil, profesor de istorie bisericească și de drept canonic la Institutul Saint-Serge din Paris.

## Scrieri
- La primauté de Pierre dans l'Église orthodoxe (în colaborare cu Jean Meyendorff), Neuchâtel, 1960;
- L'Église du Saint-Esprit (en russe, traduit en français), Cerf, Paris, 1975 (reed. 2012).